# Pleosporomicètids
Els pleosporomicètids (Pleosporomycetidae) són una subclasse de fongs de la classe dels dotideomicets (Dothideomycetes). Una de les seves característiques definidores és la presència de pseudoparafises.

## Taxonomia
La subclasse dels pleosporomicètids inclou quatre ordres:
- Ordre Gloniales
- Ordre Hysteriales
- Ordre Mytilinidiales
- Ordre Pleosporales